# 司馬儒
司馬儒（1950年—）是一位義大利漢學家，他的主要研究領域是先秦時代的文化，比如古典哲學、語言、考古、文學史、上古時代的哲學思潮以及這一衆文化成果對當代政治思維的影響。

## 生涯
司馬儒於1950年出生在義大利威尼斯，於1977至2011年間任教於威尼斯福斯卡里宮大學，是該校的古典中國語教授，同時擔任多個學術職務，包括副院長、漢學系系主任以及東亞研究部主任等。他也參與諸多學術期刊的編撰，於雜誌上發表時事評論文，並組織和中國文化相關的展覽，比如「7000年中國史：從新石器時代至漢代的華夏藝術與考古」（7000 anni di Cina: Arte e archeologia cinese dal Neolitico alla Dinastia degli Han，威尼斯，1983）、「從中國到威尼斯：從漢朝至馬可波羅的時代」（Cina a Venezia: Dalla Dinastia Han a Marco Polo，威尼斯，1986）、「公元前220年的中國：來自西安的武士」（Cina 220 A.C. I guerrieri di Xi'an，羅馬，1994）、「中國宮廷：自傳統的漢朝風格到優雅的唐朝風度，從未現世的傑作一覽（25–907）」（Cina: alla corte degli imperatori. Capolavori mai visti della tradizione Han all'eleganza Tang (25–907)，佛羅倫斯，2008）；同李昂奈洛·藍奇奧蒂（Lionello Lanciotti）合作組織展覽「中國：一個帝國的誕生」（Cina: Nascita di un impero，羅馬，2006–2007）、與莎賓娜·拉絲泰麗（Sabrina Rastelli）合作「天朝帝國：從兵馬俑到絲綢之路」（Il Celeste Impero: Dall'Esercito di Terracotta alla Via della Seta，杜林，2008）。
2011年退休以後，司馬儒就全心投入研究古代中國的語言、歷史和哲學思想，並持續著述。2016年，他與吉安·卡羅·卡爾薩（Gian Carlo Calza）在義大利科莫的奧爾莫別墅擧辦講座會「儒家思想和權力於今日中國的影響」，以其於2015年出版的兩本著作——（儒家學說）和（回歸孔子之道：今日中國於傳統文化與當代市場之間）為藍本，探討最近幾十年中國快速的經濟發展，同時也產生文化和社會的失衡。比如除了越來越多的富人和超級富豪外，仍有數百萬人生活在極端貧困之中。

## 外部連結
- 官方网站 （意大利文）